# RFU Championship 2022-23
La RFU Championship 2022-23 fue la trigésima sexta edición del torneo de segunda división de rugby de Inglaterra.

## Sistema de disputa
Los equipos se enfrentaron todos contra todos en condición de local y de visitante, totalizando 22 partidos en la fase regular.
El equipo que finalizó en la primera posición se coronó campeón del torneo, pero no ascendió a la Premiership mientras el que se ubicó en la última posición descendió a tercera división.
- 4 puntos por una victoria.
- 2 puntos por un empate.
- 1 punto de bonus por perder por 7 puntos o menos.
- 1 punto de bonus por marcar 4 tries o más en un partido.
- 0 puntos por una derrota.

## Clasificación
| Pos. | Equipo                  | Encuentros | Encuentros | Encuentros | Encuentros | Tantos | Tantos | Tantos | PB | PB | Puntos |
| Pos. | Equipo                  | PJ         | PG         | PE         | PP         | F      | C      | Dif    | BO | BD | Puntos |
| ---- | ----------------------- | ---------- | ---------- | ---------- | ---------- | ------ | ------ | ------ | -- | -- | ------ |
| 1    | Jersey Reds             | 22         | 20         | 1          | 1          | 804    | 391    | 413    | 18 | 0  | 100    |
| 2    | Ealing Trailfinders     | 22         | 19         | 0          | 3          | 915    | 359    | 556    | 19 | 3  | 98     |
| 3    | Coventry RFC            | 22         | 17         | 1          | 4          | 733    | 523    | 210    | 18 | 1  | 88     |
| 4    | Bedford Blues           | 22         | 12         | 0          | 10         | 697    | 619    | 78     | 16 | 3  | 67     |
| 5    | Cornish Pirates         | 22         | 13         | 0          | 9          | 510    | 516    | −6     | 7  | 2  | 61     |
| 6    | Doncaster Knights       | 22         | 10         | 0          | 12         | 565    | 583    | 18     | 9  | 3  | 52     |
| 7    | Hartpury University RFC | 22         | 10         | 0          | 12         | 504    | 571    | −67    | 7  | 3  | 50     |
| 8    | Ampthill RUFC           | 22         | 8          | 1          | 13         | 512    | 626    | −114   | 10 | 3  | 47     |
| 9    | Nottingham RFC          | 22         | 7          | 0          | 15         | 548    | 655    | −107   | 12 | 3  | 43     |
| 10   | Caldy RFC               | 22         | 7          | 0          | 15         | 452    | 721    | −269   | 8  | 3  | 39     |
| 11   | London Scottish         | 22         | 4          | 0          | 18         | 419    | 706    | −287   | 5  | 5  | 26     |
| 12   | Richmond FC             | 22         | 3          | 1          | 18         | 413    | 762    | −389   | 5  | 4  | 21     |

|  | Campeón.                           |
|  | Desciende a la National 1 2023-24. |

| Bandera de Jersey   |
| Campeón Jersey Reds |
| Primer título       |